# Anelia
Anelija Georgieva Atanasova (Bulgaars: Анелия Георгиева Атанасова) (Stara Zagora, 1 juli 1982), beter bekend onder het mononiem Anelia (Bulgaars: Анелия), is een Bulgaarse popzangeres en singer-songwriter. Haar debuutalbum Pogledi me v otsjite (Погледни ме в очите) was in 2002 een groot succes in Bulgarije.

## Discografie
Studioalbums
- 2002: Погледни ме в очите; Pogledi me v otsjite  (Kijk in mijn ogen)
- 2004: Не поглеждай назад; Ne pogledzjdaj nazad (Kijk niet terug)
- 2005: Всичко води към теб; Vsitsjko vodi kam teb (Alles leidt naar jou)
- 2006: Пепел от рози; Pepel ot rozi (As van rozen)
- 2008: Единствен ти; Edinstven ti (Alleen jij)
- 2010: Добрата, лошата; Dobrata, losjata (Het goede, het slechte)
- 2011: Игри за Напреднали; Igri za Naprednali (Het spel van de gevorderden)
- 2014: Феноменална; Fenomenalna (Fenomenaal)
- 2018: Дай ми още; Daj mi osjte (Geef me meer)